# An Chol-hyok (Eishockeyspieler)
An Chol-hyok (* 9. Juli 1991) ist ein ehemaliger nordkoreanischer Eishockeyspieler.

## Karriere
An Chol-hyok vertrat Nordkorea im Juniorenbereich bei den U20-Weltmeisterschaften 2010 und 2011 jeweils in der Division III. Dabei wurde er 2011 zum besten Spieler seiner Mannschaft gewählt.
Er debütierte als 20-Jähriger bei der Weltmeisterschaft 2014 in der Division III für die nordkoreanische Nationalmannschaft. Dabei belegte die Mannschaft hinter Bulgarien Platz zwei und verpasste so den Aufstieg. 2015 nahm An mit den Nordkoreanern beim Turnieanr in Izmir einen erneuten Anlauf Richtung Aufstieg. Diesmal gelang als Turniersieger nach vier Jahren die Rückkehr in die Division II. Hong trug dazu als bester Scorer unter den Verteidigern maßgeblich mit bei. Bei den Weltmeisterschaften 2016, als er zum besten Spieler seiner Mannschaft gewählt wurde, 2017, 2018 und 2019 spielte er in der Division II. Anschließend beendete er seine Karriere.
Auf Vereinsebene spielte An für Taesongsan in der nordkoreanischen Eishockeyliga.

## Erfolge und Auszeichnungen
- 2015 Aufstieg in die Division II, Gruppe B, bei der Weltmeisterschaft der Division III